# Liste des évêques de Moulins

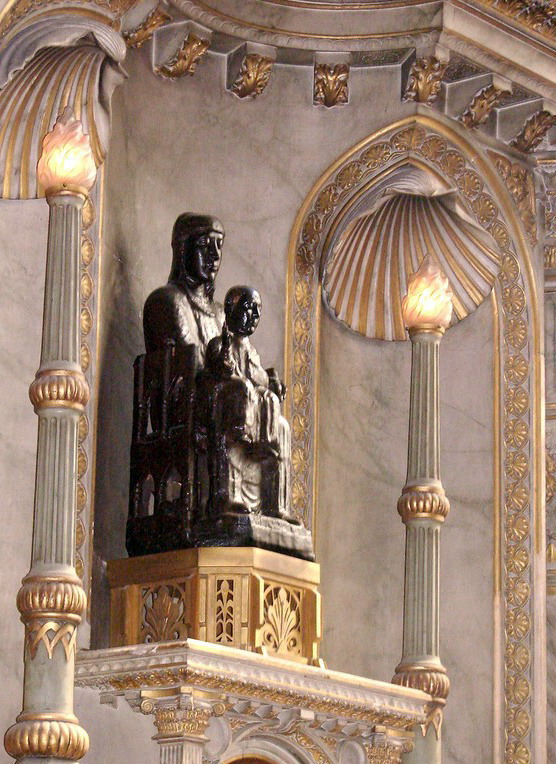
Notre-Dame de Moulins, patronne du diocèse

Le diocèse de Moulins (en latin de curie : Diœcesis Molinensis) est une circonscription ecclésiastique de l'Église catholique romaine correspondant actuellement aux limites administratives du département de l'Allier.
L'érection du diocèse de Moulins est décidée par Louis XVI en 1788 mais l'évêque nommé alors et confirmé par le pape Pie VI ne peut pas recevoir la consécration épiscopale en raison des troubles de la Révolution française. 
Un évêché est alors établi par l'Assemblée constituante en 1790 dans le ressort de la métropole de Bourges. Au Concordat de 1801, le siège n'est pas relevé et son territoire rattaché au diocèse de Clermont. Le 16 juillet 1817, le département de l'Allier est compté parmi les quarante nouvelles circonscriptions ecclésiastiques créées par le concordat conclu entre Pie VII et Louis XVIII. 
Le diocèse est finalement érigé par la bulle Paternæ caritatis du 16 octobre 1822, rendue exécutoire le 30 du même mois et le premier évêque nommé par ordonnance royale le 2 juillet 1823. 
Jusqu'au remaniement du 8 décembre 2002, il était suffragant de l'archevêché métropolitain de Sens. Depuis cette date, il appartient à la province ecclésiastique de Clermont. 
Le siège épiscopal est occupé par Marc Beaumont depuis le 29 mars 2021.

## Liste et armorial des évêques depuis la première création du diocèse de Moulins en 1788
| Blason | Notice biographique | Épiscopat à Moulins                                  | Blasonnement | Portrait |
| --- | --- | ---------------------------------------------------- | --- | -------- |
| Ancien régime | |                                                      | |          |
| | Étienne-Jean-Baptiste-Louis des Gallois de La Tour - Ancien conseiller au parlement d'Aix. - Abbé commendataire de l'abbaye royale Notre-Dame de Blanche-Couronne en 1774, prieur et comte de Perrecy. - Ordonné prêtre le 19 avril 1783 - Vicaire général du diocèse d'Autun au district de Moulins et doyen de la collégiale Notre-Dame de Moulins en octobre 1785. - Évêque élu de Moulins en 1788. - Sollicité par le directoire de l'Allier, refuse de demander l'institution canonique et émigre en 1790 en Angleterre puis en Italie. - Aumônier de Madame Adélaïde et de Madame Victoire de France jusqu'à leur décès à Trieste en 1799. - Nommé archevêque de Bourges le 8 août 1817. - Préconisé le 1er octobre 1817 - Consacré évêque le 26 septembre 1819. - Décédé le 20 mars 1820 à Bourges. |                                                      | De sable au sautoir d'or. |          |
| Période révolutionnaire | |                                                      | |          |
| | François-Xavier Laurent, évêque constitutionnel. - Curé d'Huillaux depuis 1779. - Sacré évêque à Paris le 6 mars 1791. - Décédé le 10 mai 1821 à Clermont-Ferrand. | 13 février 1791 25 brumaire an II (15 novembre 1793) | [ 6 ] |          |
| | Antoine Butaud-Dupoux, évêque constitutionnel. - Docteur en théologie. - Curé de Saint-Pierre de Moulins et archiprêtre en 1787. - Sacré évêque à Paris le 23 octobre 1798. - Décédé le 19 août 1803 à Paris. | 1799 1801                                            | |          |
| Après le Concordat de 1801                                                                                                  | |                                                      | |          |
| Armes Antoine de Pons de La Grange                                                                                          | Antoine de Pons de La Grange † - Vicaire général du diocèse de Clermont - Élu au siège épiscopal de Moulins le 16 octobre 1822. - Consacré évêque le 13 juillet 1823 à Notre-Dame de Paris. - Prend possession de son siège le 5 septembre 1823. - Décédé le 23 septembre 1849 aux Pradeaux, près d'Issoire. - Inhumé dans le caveau de la cathédrale de Moulins le 2 octobre 1849. | 6 janvier 1822 23 septembre 1849                     | De gueules à trois fasces d'or. |          |
| | Pierre-Simon-Louis-Marie de Dreux-Brézé † - Vicaire général et chanoine honoraire de Paris. - Nommé évêque de Moulins le 28 octobre 1849. - Préconisé par Pie IX le 7 janvier 1850. - Consacré évêque à Paris le 14 avril 1850. - Prend possession du siège épiscopal de Moulins le 1er mai 1850. - Décédé le 5 janvier 1893 à Moulins. - Inhumé dans le déambulatoire de la cathédrale de Moulins. | 28 octobre 1849 5 janvier 1893                       | D'azur, au chevron d'or, accompagné en chef de deux roses d'argent et en pointe d'un soleil du second émail. |          |
| | Auguste-René-Marie Dubourg - Né le 1er octobre 1842 à Loguivy-Plougras. - Ordonné prêtre le 22 décembre 1866 pour le diocèse de Saint-Brieuc et Tréguier. - Chanoine honoraire en 1873. - Vicaire général de Saint-Brieuc de 1882 à 1888. - Vicaire capitulaire en 1888. - Vicaire général et archidiacre de Saint-Brieuc en 1890. - Élu évêque de Moulins le 14 janvier 1893. - Consacré évêque le 16 avril 1893. - Transféré au siège métropolitain de Rennes, Dol et Saint-Malo le 7 août 1906. - Créé cardinal-prêtre du titre de Sainte Balbine le 4 décembre 1916. - Décédé le 22 septembre 1921 à Rennes. | 14 janvier 1893 7 août 1906                          | D’azur à la Vierge-mère couronnée d’or, tenant un cœur de gueules dans la sénestre, terrassant un serpent de sable, sur une nuée d’argent, à la bordure chargée de 21 mouchetures d’hermine. Devise : « Per Matrem ad cor Filii. » Cri : « Potius mori quam fœdari. » |          |
| Après la loi de séparation des Églises et de l'État                                                                         | |                                                      | |          |
| Blasonnement : D'azur à la gerbe d’or ; au chef cousu de gueules chargé d’un lion léopardé d’argent.                        | Émile-Louis-Cornil Lobbedey - Élu évêque de Moulins le 7 août 1906. - Consacré évêque le 26 août 1906. - Transféré au siège d'Arras, Boulogne et Saint-Omer le 5 mai 1911. - Décédé le 24 décembre 1916 à Boulogne-sur-Mer. | 7 août 1906 5 mai 1911                               | D'azur à la gerbe d’or ; au chef cousu de gueules chargé d’un lion léopardé d’argent. |          |
| | Jean-Baptiste-Étienne-Honoré Penon - Né le 23 mai 1850 à Simiane. - Ordonné prêtre pour l'archidiocèse d'Aix le 8 juin 1873. - Vicaire général de l'archevêque d'Aix en 1890. - Vicaire capitulaire de l'archidiocèse en 1900. - Curé de Fuveau le 22 septembre 1901. - Doyen de Saint-Rémy-de-Provence le 29 juillet 1904. - Curé-doyen de Sainte-Madeleine d'Aix-en-Provence en 1906. - Élu évêque de Moulins le 8 mai 1911. - Consacré évêque le 27 juin 1911. - Nommé évêque titulaire de Cusae (de) le 21 juin 1926. - Décédé le 7 septembre 1929 à l'abbaye Saint-Michel de Frigolet. - Inhumé à Simiane | 8 mai 1911 21 juin 1926                              | Devise : « Parate viam Domini » |          |
| | Jean-Baptiste-Augustin Gonon - Chapelain de la basilique du Sacré-Cœur de Paray-le-Monial. - Élu évêque de Moulins le 31 août 1926. - Consacré évêque le 19 octobre 1926. - Décédé le 21 avril 1942 à Moulins. - Inhumé dans le caveau de la cathédrale de Moulins. | 31 août 1926 21 avril 1942                           | Devise : « Verbo et exemplo prodesse. » |          |
| | Georges Jacquin - Élu évêque de Moulins le 7 octobre 1942. - Consacré évêque le 8 décembre 1942. - Décédé le 25 avril 1956 à Moulins. | 7 octobre 1942 25 avril 1956                         | D'azur à la Vierge de (...) tenant l'Enfant-Jésus (...) lequel tient une grappe de la main sénestre ; à la champagne d'argent chargée de trois roses de (...). Devise : « In vinculo pacis. »                                                                         |          |
| | Francis-Albert Bougon - Né le 2 avril 1905 à Amiens - Prêtre du diocèse d'Amiens. - Élu évêque de Moulins le 2 août 1956. - Consacré évêque le 16 octobre 1956. - Évêque émérite de Moulins le 2 décembre 1975. - Décédé le 26 novembre 1986. | 2 août 1956 2 décembre 1975                          | D'azur à deux bandes d'or ; au chef chargé de trois croisettes ancrées de sable. (Le blason est représenté sur son sceau avec un champ de sinople.) Devise : « Spe gaudentes. »                                                                                       |          |
| | André Bernard Michel Quélen † - Né le 29 novembre 1922 à Brest - Curé de Saint-Louis de Brest. - Élu évêque titulaire de Turres Concordiae (de) et auxiliaire d'Angers le 16 décembre 1968. - Consacré évêque le 6 janvier 1969. - Évêque coadjuteur de Moulins avec droit de succession le 17 septembre 1974. - Évêque émérite de Moulins le 1er octobre 1998. - Décédé le 20 juillet 2006 à Vichy. - Inhumé dans le caveau de la cathédrale de Moulins. | 2 décembre 1975 1er octobre 1998                     | D'azur semé de fleurs de lys d'or, à la bande de gueules. |          |
| | Philippe Xavier Ignace Barbarin - Né le 17 octobre 1950 à Rabat (Maroc). - Ordonné prêtre le 17 décembre 1977 pour le diocèse de Créteil. - Prêtre du diocèse de Créteil. - Évêque élu de Moulins le 1er octobre 1998. - Consacré évêque le 22 novembre 1998. - Transféré au siège métropolitain de Lyon le 16 juillet 2002. - Créé cardinal-prêtre du titre de la Trinité-des-Monts le 21 octobre 2003. | 1er octobre 1998 16 juillet 2002                     | De gueules aux bars adossés d'argent, accompagnés de deux fleurs de lis d'or et d'un cœur en pointe de même. Devise : « Qu'ils soient un » |          |
| | Pascal Roland - Né le 14 janvier 1951 à Chatou - Ordonné prêtre pour le diocèse de Versailles le 16 juin 1979 - Nommé évêque de Moulins le 27 janvier 2003 - Consacré évêque le 2 mars 2003 - Transféré à Belley-Ars le 15 juin 2012 Responsabilités à la conférence des évêques de France : - Membre de la Commission épiscopale pour les ministres ordonnés et les laïcs en mission ecclésiale - Président du Groupe de travail sur la formation des futurs prêtres | 27 janvier 2003 15 juin 2012                         | D'azur semé de fleurs de lis d'or, à la bande de gueules et à la bordure flammée de même ; et, brochant sur le tout, un Agneau pascal d'argent nimbé d'or, portant une croix également d'or. Devise : « Prædicate Evangelium »                                        |          |
| | Laurent Percerou - Né le 11 septembre 1961 à Dreux - Ordonné prêtre le 14 juin 1992 - Nommé évêque de Moulins le 14 février 2013 - Transféré à Nantes le 11 août 2020 | 14 février 2013 11 août 2020                         | Devise : « Ut omnes unum sint » |          |
| | Marc Beaumont - Né le 14 septembre 1961 à Cambrai - Ordonné prêtre le 13 mai 1990 - Nommé évêque de Moulins le 29 mars 2021 | 29 mars 2021                                         | Devise : « L'espérance ne déçoit pas. » (Rm 5,5) |          |
| Sources des dates de consécration épiscopale, de pontificat et de décès des évêques de Moulins : www.catholic-hierarchy.org | |                                                      | |          |

## Sources
1. 1 2 3  Léonce de Lavergne, Les assemblées provinciales en France avant 1789, in Revue des deux mondes, 1862, p. 402
2. 1 2  Joseph Viple, François-Xavier Laurent, député à l'Assemblée constituante, évêque constitutionnel du département de l'Allier (1744-1820) Bulletin de la Société d'émulation du Bourbonnais, t. 23e, 1920
3. 1 2 3  L. Alary : Histoire de l'établissement du diocèse de Moulins, Bulletin de la Société d'émulation du Bourbonnais, t. IV, Moulins, 1854
4. 1 2 3  Source : Armorial du Bourbonnais, Georges de Soultrait, 1857
5. ↑  Paroisse absorbée par Le Donjon à la révolution française.
6. ↑  D'après une gravure en noir et blanc dans l'ouvrage du Chanoine Joseph Clement, L'évêché de Moulins, Librairie historique du Bourbonnais, 1923
7. 1 2  Jean Baptiste Bordas-Demoulin et François Huet, Essais sur la réforme catholique, Paris, 1856
8. ↑  Sources : Archives diocésaines de Moulins et de Rennes.
9. ↑  Source : Annuaire de la noblesse de France et des maisons souveraines de l'Europe (puis¸ de la noblesse de France et d'Europe), 1907 (Soixante-troisième vol. 65e année)
10. ↑  Jean Baptiste Penon, Un Simianais évêque
11. 1 2  Source : Archives diocésaines de Moulins.
12. ↑  Source : Araldica vaticana
13. ↑  Source : Blog de Mgr Roland
14. ↑  Source : KTO TV Mgr Marc Beaumont, nouvel évêque de Moulins